# Meroscelisus violaceus
Meroscelisus violaceus là một loài bọ cánh cứng trong họ Cerambycidae.